# Joppa nominator
Joppa nominator là một loài tò vò trong họ Ichneumonidae.